# Вулиця Івана Франка (Жмеринка)
Вулиця Івана Франка — головна вулиця масиву Постройки в місті Жмеринка.

## Історія
Одна із перших вулиць міста. Пролягає вздовж залізничної колії. Перші поселення робітничого селища знаходились в районі вул. Франка — вул. Шевченка (тоді Шаузельська) — вул. Короленка. Перша частина (ближча до базару) була забудована в період заснування робітничого селища. Коли ж другу частину (ближча до музею та залізничної лікарні) було розбудовано «хрущовками» під час розвитку міста в середині ХХ століття.